# عباس راحیل
عباس حسین راحیل معروف به عماد یک شهروند لبنانی و یکی از دو متهم اصلی پرونده ترور میکونوس می‌باشد که در روز ۱۷ سپتامبر ۱۹۹۲ در رستوران میکونوس در شهر برلین، آلمان واقع شد که در جریان آن صادق شرفکندی، فتاح عبدلی و همایون اردلان و نوری دهکردی به ضرب گلوله کشته شدند.
وی روز ۱۰ آوریل ۱۹۹۷ به حکم دادگاه آلمان به حبس ابد محکوم شد اما در روز ۵ دی ۱۳۸۶ از زندان آزاد گشت.